# زبان اشاره هنگ کنگی
زبان اشاره هنگ کنگی زبان اشاره‌ای است که توسط ناشنوایان و کم شنوایان در هنگ کنگ و ماکائو استفاده می‌شود. این زبان از کویش جنوبی زبان اشاره چینی ریشه گرفته اما امروزه زبانی مستقل و متمایز از آن است.